# Nicéphore Dieudonné Soglo

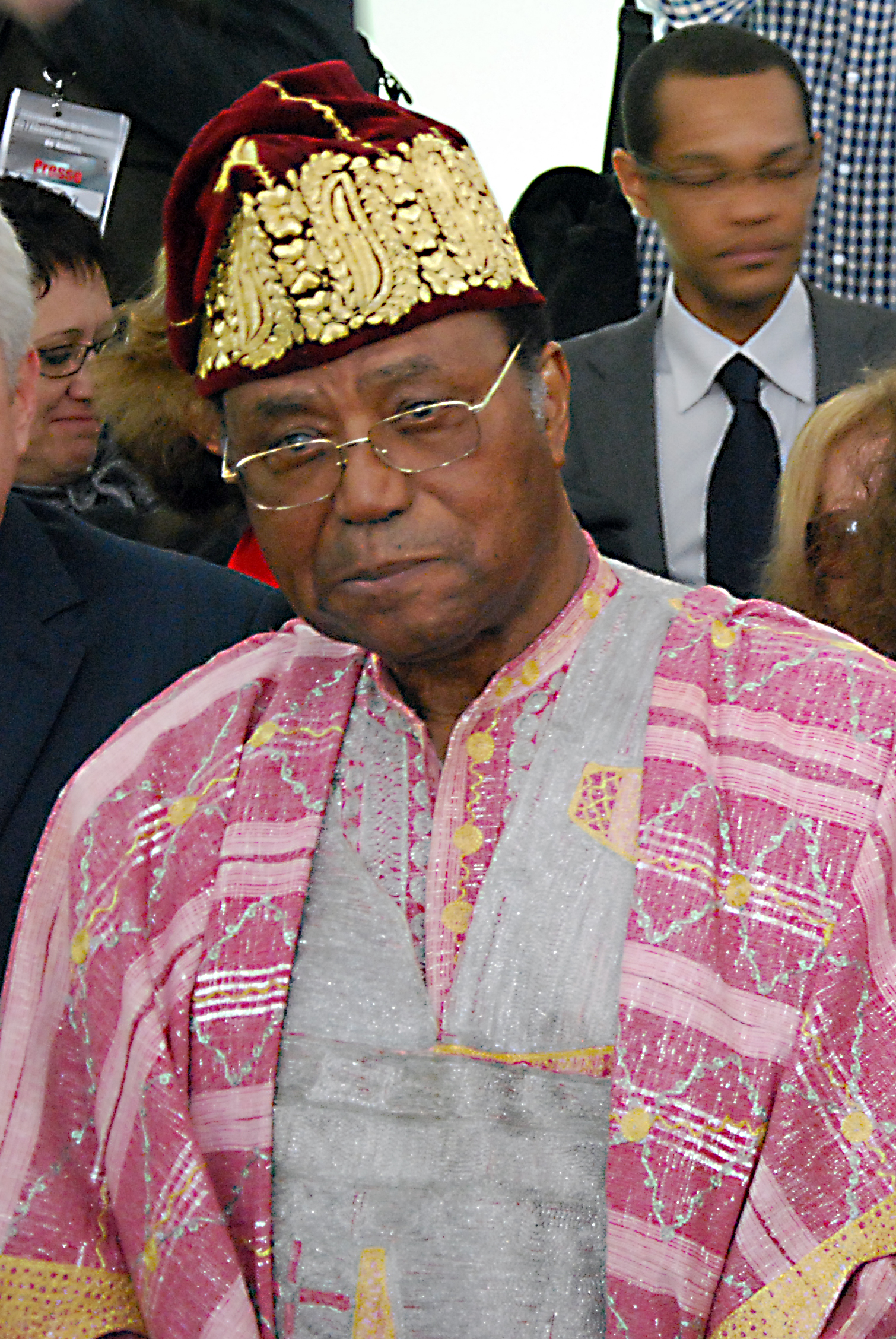
Nicéphore Soglo (2012)

Nicéphore Dieudonné Soglo (* 29. November 1934 in Lomé) ist ein beninischer Politiker. Er war von 1991 bis 1996 Präsident von Benin.

## Leben
Soglo studierte Jura und Wirtschaft an der Universität von Paris. Er kehrte nach Benin zurück, übernahm dort bis zum Putsch Mathieu Kérékous im Jahr 1972 Aufgaben im Bereich Finanzen und Ökonomie. Nach dem Putsch arbeitete Soglo außerhalb Benins unter anderem beim Internationalen Währungsfonds und der Weltbank.
Ende der 1980er berief die geschwächte Kérékou-Regierung eine nationale Konferenz über die Einführung einer Mehrparteiendemokratie ein, bei der Soglo 1990 zum Interims-Premierminister bestimmt wurde. Bei den ersten Mehrparteienwahlen bezwang Soglo Kérékou und wurde am 4. April 1991 Präsident des Landes. Seine Frau Rosine gründete 1992 die Partei Parti Renaissance du Bénin (PRB), deren Vorsitzender Soglo 1994 wurde.
Im Jahr 1996 erklärte Soglo Voodoo zur dritten staatlich anerkannten Religion neben Christentum und Islam, der 10. Januar jedes Jahres ist seitdem als Voodoo-Festtag ein offizieller Feiertag.
Während seiner Präsidentschaft versuchte er, Benins brachliegende Wirtschaft zu beleben. Diese Bemühungen lösten jedoch Unruhen aus und untergruben seine Popularität. Im März 1996 musste er sich Kérékou geschlagen geben, ebenso bei den Wahlen von 2001.
Im Dezember 2002 wurde er zum Bürgermeister von Cotonou gewählt. Gemeinsam mit dem ehemaligen US-Präsidenten Jimmy Carter leitete er im Oktober 2005 die Gruppe internationaler Wahlbeobachter bei den Präsidentschaftswahlen in Liberia.

## Familie
Sein jüngster Sohn Ganiou Soglo (* 1961) zog zweimal ins Parlament ein und amtierte unter Thomas Boni Yayi als Minister.